# Clarita Müller-Plantenberg
Clarita Müller-Plantenberg (* 9. November 1943 in Imshausen bei Bebra als Leonore Clarita Diana von Trott zu Solz) ist eine deutsche Soziologin, die sich vor allem mit Lateinamerika und der Politik und Soziologie von Entwicklungsländern befasst. Sie lehrte von 1981 bis 2009 als Professorin für Soziologie und Politische Ökonomie der Entwicklungsländer an der Universität Kassel.

## Leben
Clarita Müller-Plantenberg war die zweite Tochter von Adam von Trott zu Solz und Clarita von Trott zu Solz geb. Tiefenbacher. Nach dem Attentat vom 20. Juli 1944 auf Adolf Hitler, an dem ihr Vater beteiligt war, wurde sie im Alter von neun Monaten mit ihrer älteren Schwester Anna-Verena und weiteren Kindern aus den Familien der Beteiligten ins Kinderheim im Borntal in Bad Sachsa gebracht und dort für zwei Monate interniert. Ihr Vater wurde unterdessen hingerichtet, ihre Mutter kam in Sippenhaft.
Zwischen 1949 und 1961 besuchte sie verschiedene Schulen in Berlin, Reinbek und Genf. Ab 1961 studierte sie Soziologie mit den Nebenfächern Volks- und Betriebswirtschaftslehre an der Universität Freiburg und an der FU Berlin. 1968 absolvierte sie ihr Diplom in Soziologie an der FU Berlin. Mit einer Arbeit über die Bewusstseinsbildung in Basisorganisationen der Landarbeiterschaft und der Bevölkerung der städtischen Randviertel in einer chilenischen Provinz wurde sie 1971 zum Dr. rer. pol. im Fach Soziologie promoviert. 
Zwischen 1970 und 1980 war sie zunächst Assistentin am Institut für Soziologie der FU Berlin, dann Assistenzprofessorin am Lateinamerika-Institut der FU Berlin. Im Jahr 1978 habilitierte sie sich für Soziologie am damaligen Fachbereich Philosophie und Sozialwissenschaften I der FU Berlin. Am dortigen Institut für Soziologie vertrat sie 1980/81 eine Professur. Von 1981 bis zu ihrer Pensionierung 2009 war sie Professorin für Soziologie und Politische Ökonomie der Entwicklungsländer an der Gesamthochschule Kassel bzw. ab 2003 Universität Kassel.
Zahlreiche Forschungsaufenthalte führen Clarita Müller-Plantenberg nach Lateinamerika, vor allem nach Ecuador, Chile, Kolumbien und Brasilien. Sie forschte u. a. zu Goldförderung im Tarairabergland (Kolumbien), zu Solidarischer Ökonomie und insbesondere deren Dimension für eine nachhaltige Ernährungssicherung. Von 1977 bis 2002 war sie Mitherausgeberin der Reihe Jahrbuch Lateinamerika – Analysen und Berichte.

## Familie
Sie ist seit 1966 mit dem Soziologen Urs Müller-Plantenberg verheiratet, mit dem sie zwei Kinder hat.

## Publikationen (Auswahl)
Von 1977 bis 2022 war sie Mitherausgeberin der Jahrbuchreihe „Lateinamerika - Analysen und Berichte“.
- Zukunft für Alle ist möglich : soziale Gerechtigkeit und nachhaltiger Naturbezug als grenzübergreifende Herausforderungen,  DAAD-Curriculumentwicklung Nachhaltiges Leben und Wirtschaften UNEG - UDA - UNIK, Kassel : Kassel Univ. Press  2003 (Reihe: Entwicklungsperspektiven Nr. 77/78), ISBN 3-89958-512-7.

- Frauen und Familie im gesellschaftlichen Befreiungsprozess : 3 Analysen zur chilenischen Situation zwischen 1964 u. 1982, Frankfurt/Main : Vervuert 1983, ISBN 3-921600-27-8.

Als Herausgeberin:
- Solidarische Ökonomie in Europa : Betriebe und regionale Entwicklung (Internationale Sommerschule 2006, Imshausen), Kassel : Kassel Univ. Press 2007, Reihe: Entwicklungsperspektiven Nr. 85/86, ISBN 978-3-89958-282-6.

## Festschrift für Clarita Müller-Plantenberg
- Heidi Feldt (Hrsg.): Ein anderes Amazonien ist möglich : Träume, Visionen und Perspektiven aus Amazonien ; zusammengetragen zum 60. Geburtstag von Clarita Müller-Plantenberg, Kassel : Kassel University Press 2003, (Reihe: Entwicklungsperspektiven ; 80), ISBN 3-89958-519-4.